# Ukośnik (krzyżówka)
Ukośnik (krzyżówka) – rodzaj krzyżówki (diagramowego zadania szaradziarskiego), w którym diagram jest obrócony o 45 stopni zgodnie z ruchem wskazówek zegara w stosunku do diagramu klasycznej krzyżówki, zaś odgadnięte hasła wpisuje się lewoskośnie i prawoskośnie.

## Przykład i sposób rozwiązywania

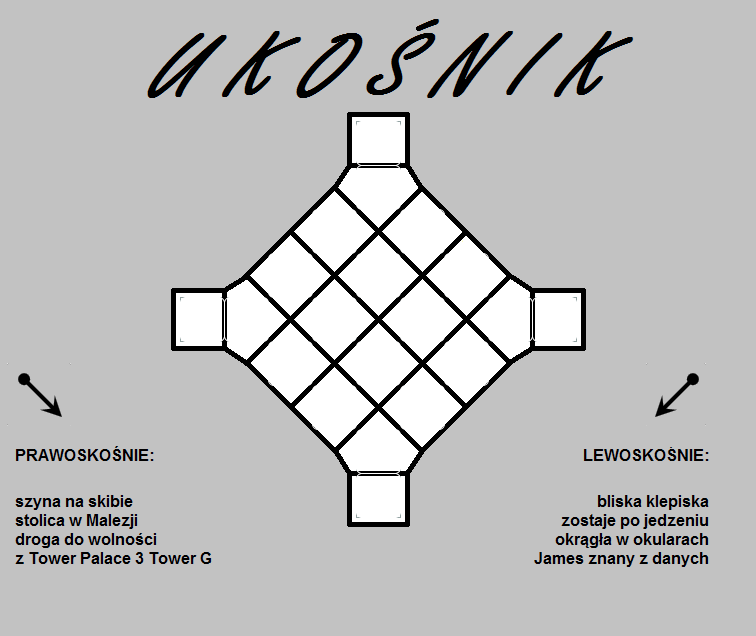
Zadanie
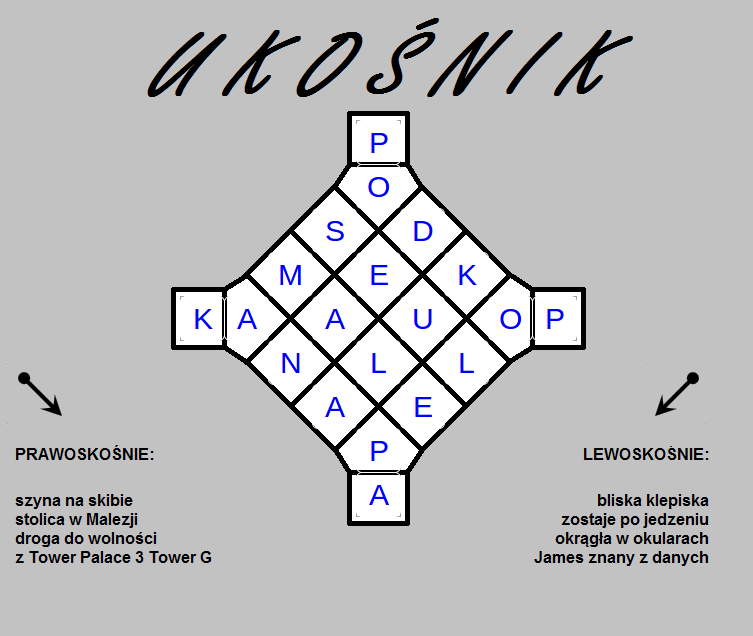
Rozwiązanie. Odgadnięte wyrazy prawoskośnie to KANAPA, MALE, SEUL i PODKOP. Lewoskośnie: POSMAK, DEAN, KULA i POLEPA. [1].